# Họ Ti dực
Họ Ti dực hay họ Tâm dực (danh pháp khoa học: Cardiopteridaceae) là một họ thực vật có hoa hai lá mầm, bao gồm khoảng 5 chi và 43 loài. Họ này phân bố rộng khắp trong vùng nhiệt đới, bao gồm miền tây Thái Bình Dương, châu Phi và Nam Mỹ.
Hệ thống APG II năm 2003 đặt họ này trong bộ Aquifoliales, cùng các họ như Aquifoliaceae (nhựa ruồi, trà đắng, đông thanh) và Phyllonomaceae. Chi Cardiopteris có nhiều đặc trưng giống như chi Dioscorea của họ Dioscoreaceae nhưng chi Dioscorea có hoa với đặc trưng là bội số của 2 và bầu nhụy hạ. Chi Leptaulus có flavonoit màu tím; ở L. daphnoides thì đỉnh chồi cây bị thui. Mối quan hệ của chi Cardiopteris trước đây là một điều bí ẩn. Như trong hệ thống Cronquist 1981 thì nó được đặt trong bộ Celastrales hay Takhtadjan (1997) đặt nó gần bộ nói trên, hoặc là nhóm chị-em (với hỗ trợ yếu) của họ Pentaphylacaceae trong bộ Ericales trong phân loại theo Savolainen và ctv. (2000). Các chi như Gonocaryum hay Peripterygium (nay coi là một phần của chi Cardiopteris) trước đây coi là thuộc họ Icacinaceae.

## Tên gọi của họ
Tên gọi họ Cardiopteridaceae do Carl Ludwig Blume đặt ra năm 1847 khi ông miêu tả loài Cardiopteris moluccana. Blume đặt tên họ thực vật này theo Cardiopteris, một tên gọi thực vật trước đó đã được John Royle (1839) và Nathaniel Wallich (1828-[1849]) sử dụng, nhưng không được công bố hợp lệ. Năm 1843, Justus Hasskarl đã công bố tên gọi Peripterygium quinqueloba cho loài ngày nay gọi là Cardiopteris quinqueloba. Blume chỉ ra sự nhận thức của ông về loài cây của Hasskarl và đưa nó vào như một loài khác của chi Cardiopteris khi công bố loài Cardiopteris moluccana của mình.
Sự tranh chấp danh pháp phức tạp xảy ra và kéo dài tới tận thế kỷ 20. Do từ đồng nghĩa gốc (basionym) Cardiopteris bị đặt nghi vấn nên tên gọi họ tương ứng Cardiopteridaceae cũng bị nghi vấn. ICBN cuối cùng đã bảo lưu tên gọi Cardiopteris thay vì dùng Peripterygium.

## Định nghĩa
Trước công trình nghiên cứu của Kårehed năm 2001 thì họ Cardiopteridaceae đã từng là họ đơn chi, chỉ chứa chi Cardiopteris. Chẳng hạn, Hermann Sleumer coi nó là đơn chi trong xử lý của ông về họ này cho Die Natürlichen Pflanzenfamilien năm 1942. John Hutchinson cũng công nhận tương tự như vậy vào năm 1973.
Cho tới năm 2001, họ Icacinaceae được coi là đa ngành. Kể từ đó, nó đã được chia ra thành 5 họ tách biệt là: Cardiopteridaceae, Stemonuraceae, Pennantiaceae, Metteniusaceae và Icacinaceae sensu stricto. Họ Icacinaceae sensu stricto cuối cùng có lẽ cũng sẽ bị phân chia tiếp.
Trong nghiên cứu năm 2001 về họ Icacinaceae, Kårehed chuyển các chi Citronella, Gonocaryum và Leptaulus từ Icacinaceae sang Cardiopteridaceae. Ông cũng tạm thời đặt các chi Metteniusa, Dendrobangia và Pseudobotrys tại đây cho tới khi các nghiên cứu tiếp theo có thể đưa ra một vài dấu hiệu vững chắc cho các mối quan hệ thật sự của chúng. Như thế họ này có 7 chi. Tuy nhiên, năm 2007, một nghiên cứu phát sinh chủng loài phân tử chỉ ra rằng Metteniusa thuộc về nhóm euasterids I (lamiids), trong khi đó thì bộ Aquifoliales (chứa họ Cardiopteridaceae) lại thuộc về nhánh euasterid II (campanulids), do đó Metteniusa cũng được tách ra để lập họ Metteniusaceae.
Cardiopteridaceae theo nghĩa Kårehed là khá đa dạng mặc dù sau đó chỉ còn lại 6 chi. Do hình thái học khác biệt của chi Cardiopteris nên một số tác giả hiện nay vẫn tiếp tục đặt Cardiopteris trong họ riêng của chính nó. Năm chi khác còn lại khi đó được đặt trong Leptaulaceae, một họ do Philippe van Tieghem đặt ra năm 1897. Tính đơn ngành của họ Leptaulaceae chưa bao giờ được thử nghiệm bằng phân tích phát sinh chủng loài của các trình tự DNA.
Sự gộp vào của chi Pseudobotrys trong họ Cardiopteridaceae vẫn là đáng ngờ. Các trình tự DNA cung cấp cho GenBank năm 2009 chỉ ra rằng Dendrobangia không thuộc về họ Cardiopteridaceae và nó có quan hệ họ hàng gần với các chi như Apodytes.

## Các chi
Các chi dưới đây lấy theo GRIN
- Cardiopteris (bao gồm cả Peripterygium): Tâm dực, ti dực, mai rùa, rau phấn.
- Citronella (bao gồm cả Briquetina, Chariessa, Sarcanthidion, Villaresia, Villaresiopsis): Khoảng 21 loài.
- Gonocaryum (bao gồm cả Phlebocalymna): Cuống vàng, quỳnh lâm, thụ đào.
- Leptaulus (bao gồm cả Acrocoelium)
- Pseudobotrys?: Danh sách của GRIN cho họ này không có chi này[20], mà vẫn xếp nó trong họ Icacinaceae[21].

### Các chi có lẽ bị loại ra
- Dendrobangia (bao gồm cả Asterolepidion, Clavapetalum). Có lẽ gần với chi Apodytes. Danh sách của GRIN vẫn có chi này[20].

## Phát sinh chủng loài
Biểu đồ phát sinh chủng loài của họ Ti dực trong bộ Nhựa ruồi như sau:

|  | Cardiopteridaceae |
|  |                   |
|  | Stemonuraceae     |
|  |                   |

|  | Phyllonomaceae                                                  |
|  |                                                                 |
|  | \| \| Helwingiaceae \| \| \| \| \| \| Aquifoliaceae \| \| \| \| |
|  |                                                                 |
|  | Helwingiaceae                                                   |
|  |                                                                 |
|  | Aquifoliaceae                                                   |
|  |                                                                 |

|  | Helwingiaceae |
|  |               |
|  | Aquifoliaceae |
|  |               |

|  | Cardiopteridaceae |
|  |                   |
|  | Stemonuraceae     |
|  |                   |

|  | Phyllonomaceae                                                  |
|  |                                                                 |
|  | \| \| Helwingiaceae \| \| \| \| \| \| Aquifoliaceae \| \| \| \| |
|  |                                                                 |
|  | Helwingiaceae                                                   |
|  |                                                                 |
|  | Aquifoliaceae                                                   |
|  |                                                                 |

|  | Helwingiaceae |
|  |               |
|  | Aquifoliaceae |
|  |               |

Cây phát sinh chủng loài trong nội bộ họ Ti dực lấy theo Kårehed (2001).

|  | Gonocaryum                                                 |
|  |                                                            |
|  | \| \| Cardiopteris \| \| \| \| \| \| Leptaulus \| \| \| \| |
|  |                                                            |
|  | Cardiopteris                                               |
|  |                                                            |
|  | Leptaulus                                                  |
|  |                                                            |

|  | Cardiopteris |
|  |              |
|  | Leptaulus    |
|  |              |

|  | Gonocaryum                                                 |
|  |                                                            |
|  | \| \| Cardiopteris \| \| \| \| \| \| Leptaulus \| \| \| \| |
|  |                                                            |
|  | Cardiopteris                                               |
|  |                                                            |
|  | Leptaulus                                                  |
|  |                                                            |

|  | Cardiopteris |
|  |              |
|  | Leptaulus    |
|  |              |